# فدراسیون دو و میدانی ایالات متحده آمریکا
فدراسیون دو و میدانی ایالات متحده آمریکا (انگلیسی: USA Track & Field) سازمان اداره کننده ورزش دو و میدانی در کشور ایالات متحده آمریکا است.
این فدراسیون که در سال ۱۹۷۹ تأسیس شده مقر آن در شهر ایندیاناپلیس قرار دارد.